# Saint-Denis-Combarnazat
Saint-Denis-Combarnazat é uma comuna francesa na região administrativa de Auvérnia-Ródano-Alpes, no departamento Puy-de-Dôme. Estende-se por uma área de 10,1 km². Em 2010 a comuna tinha 239 habitantes (densidade: 23,7 hab./km²).